# Henry Farret
Pour les articles homonymes, voir Farret.
Henry Farret, né le 10 août 1908 à Toulon et mort dans la même ville le 24 août 1974, est un militaire et résistant français, compagnon de la Libération. Saint-Cyrien refusant la défaite en 1940, il s'illustre pendant la seconde guerre mondiale au sein de la 2e division blindée du général Leclerc. Poursuivant sa carrière militaire après la guerre, il atteint le grade de général avant de prendre sa retraite.

## Biographie

### Jeunesse et engagement
Henry Farret naît le 10 août 1908 à Toulon au sein d'une famille à forte tradition militaire. Petit-fils d'un officier de marine, fils d'un saint-cyrien mort pour la France en 1918 et ayant deux frères à l'École navale, il suit les traces familiales en s'engageant dans l'armée. Intégrant Saint-Cyr en 1928 dans la promotion "Maréchal Foch" où il a pour camarade Jacques Massu, il en sort en 1930 avec le grade de sous-lieutenant. Affecté dans un premier temps au 54e régiment de tirailleurs indochinois, il est muté en décembre 1930 au 4e régiment de tirailleurs sénégalais (4e RTS). En septembre de l'année suivante, il rejoint le 2e régiment de tirailleurs sénégalais (2e RTS) au Soudan français. Promu lieutenant en 1932, il quitte le 2e RTS en septembre 1933 pour retrouver le 4e RTS. Il y reste jusqu'en juillet 1938 avec une parenthèse au 1er bataillon de tirailleurs sénégalais entre avril 1935 et juin 1937. En juillet 1938, il est muté au Régiment de tirailleurs sénégalais du Tchad.

### Seconde Guerre mondiale
Promu capitaine en juin 1940, Henry Farret commande un groupe nomade dans la province tchadienne du Kanem et se prépare à une contre-attaque contre les troupes italiennes venant de Libye lorsque survient l'armistice. N'admettant pas la défaite, il envisage de s'enfuir vers le Soudan anglo-égyptien voisin avant d'apprendre que le Tchad se joint à la France libre sous l'influence de Félix Éboué auquel Henry Farret se rallie. Déplacé dans la région du Borkou, il est d'abord chargé de la défense du territoire tchadien puis, en décembre 1942, il rejoint la colonne Leclerc. Affecté à la 1re compagnie de découverte et de combat du groupement Dio, il participe à partir de décembre 1942 à l'opération Gratuity destinée à chasser les troupes de l'axe de la région libyenne du Fezzan. Au cours de cette opération, il s'illustre lors de la prise de Mizda en janvier 1943. Engagé dans la campagne de Tunisie à partir de février 1943, il s'illustre lors de la bataille de Ksar Ghilane après laquelle il est promu chef de bataillon le 25 mars 1943. Trois mois plus tard, le 25 juin 1943, il reçoit la croix de la libération.
la colonne Leclerc étant devenue la Force L puis la 2e division blindée (2e DB), celle-ci suit une période d'entraînement au Maroc puis part pour l'Angleterre en vue de débarquer en France. En août 1944, à la tête d'un bataillon du régiment de marche du Tchad, Henry Farret débarque sur Utah Beach et prend part à la bataille de Normandie au cours de laquelle il se distingue pendant les prises d'Alençon et de Carrouges. Suivant la progression de la 2e DB, il participe ensuite à la Libération de Paris où il repousse une contre-attaque allemande dans le secteur du Bourget. Transféré à la 10e division d'infanterie du général Billote en septembre 1944, il est chargé de former et encadrer des troupes issues des FFI. À la fin de la guerre, il est promu lieutenant-colonel.

### Après-guerre
Après avoir suivi une formation d'officier d'état-major, il est envoyé à Madagascar où, en février 1947, il prend le commandement du détachement motorisé autonome de Madagascar. La même année, à la tête de son unité, il est confronté à l'insurrection malgache de 1947. De retour en métropole en août 1949, il devient en décembre suivant sous-chef d'état-major à la 5e région militaire à Toulouse. Il est promu colonel en avril 1951 et part pour l'Indochine où il commande un régiment dans la région de Sontay. Tombé malade, il est rapatrié en 1953 et, après une affectation en Allemagne, commande les troupes d'une subdivision militaire française. Il retrouve l'Afrique en novembre 1956 lorsqu'il est affecté dans l'est saharien avant d'être nommé commandant militaire de la Guinée française en mars 1958. Revenu en France en juillet 1960, il est affecté à différents postes d'état-major ou de commandement au sein de plusieurs subdivisions militaires. En août 1965, alors qu'il vient d'être nommé général de brigade, il prend sa retraite.
Henry Farret meurt le 24 août 1974 dans sa ville natale où il est inhumé.

## Décorations
|  |  |  |  |  |  |
|  |  |  |  |  |  |
|  |  |  |  |  |  |
|  |  |  |  |  |  |
|  |  |  |  |  |  |

| Commandeur de la Légion d'honneur               | Commandeur de la Légion d'honneur               | Commandeur de la Légion d'honneur               | Compagnon de la Libération                                                  | Compagnon de la Libération                                                  | Compagnon de la Libération                                                  | Grand officier de l'Ordre national du Mérite | Grand officier de l'Ordre national du Mérite | Grand officier de l'Ordre national du Mérite |
| Croix de guerre 1939-1945                       | Croix de guerre 1939-1945                       | Croix de guerre 1939-1945                       | Croix de guerre T.O.E                                                       | Croix de guerre T.O.E                                                       | Croix de guerre T.O.E                                                       | Médaille coloniale Avec agrafe "Madagascar"  | Médaille coloniale Avec agrafe "Madagascar"  | Médaille coloniale Avec agrafe "Madagascar"  |
| Médaille commémorative d'Indochine              | Médaille commémorative d'Indochine              | Médaille commémorative d'Indochine              | Médaille commémorative des opérations de sécurité et de maintien de l'ordre | Médaille commémorative des opérations de sécurité et de maintien de l'ordre | Médaille commémorative des opérations de sécurité et de maintien de l'ordre | Commandeur de l'Étoile d'Anjouan             | Commandeur de l'Étoile d'Anjouan             | Commandeur de l'Étoile d'Anjouan             |
| Commandeur de l'Ordre de l'Étoile noire (Bénin) | Commandeur de l'Ordre de l'Étoile noire (Bénin) | Commandeur de l'Ordre de l'Étoile noire (Bénin) | Commandeur du Nichan Iftikhar (Tunisie)                                     | Commandeur du Nichan Iftikhar (Tunisie)                                     | Commandeur du Nichan Iftikhar (Tunisie)                                     | Officier du Ouissam alaouite (Maroc)         | Officier du Ouissam alaouite (Maroc)         | Officier du Ouissam alaouite (Maroc)         |
| Officier de l'Ordre national (Vietnam)          |                                                 |                                                 |                                                                             |                                                                             |                                                                             |                                              |                                              |                                              |